# Malcorus pectoralis
Malcorus pectoralis е вид птица от семейство Cisticolidae, единствен представител на род Malcorus.

## Разпространение
Видът е разпространен в Ботсвана, Намибия и Южна Африка.